# Kasper Trądkowski
Kasper Trądkowski, Trądcovius (zm. 23 kwietnia 1620 w Zamościu), filozof i retor polski, autor panegiryków, profesor Akademii Zamojskiej.

## Życiorys
Pochodził z Gielniowa koło Opoczna. Około 1606 rozpoczął studia w Akademii Zamojskiej, w 1609 uzyskał bakalaureat filozofii na Akademii Krakowskiej. W 1611 objął w Akademii Zamojskiej funkcję profesora analogii, w 1618 przeszedł na zwolnioną przez W. Zielonkę katedrę poezji. Był także wykładowcą retoryki i filozofii. Kilka miesięcy przed śmiercią w 1620 uzyskał magisterium sztuk wyzwolonych.
Z jego prac pisanych znane są trzy panegiryki, powstałe w latach 1606-1611; najstarszy z nich autor zadedykował synowi fundatora Akademii, Tomaszowi Zamoyskiemu. Napisał też życiorys współczesnego sobie profesora medycyny w Zamościu, ks. Jana Ursinusa.
Zmarł w Zamościu 23 kwietnia 1620. Zapisem testamentowym przekazał swoją bibliotekę Akademii Zamojskiej, a środki finansowe przeznaczył na wsparcie materialne dla ubogich studentów (300 złotych polskich) oraz na rozbudowę katedry retoryki.